# Girolamo da Cremona
Girolamo da Cremona, italijanski slikar in ilustrator, * ?, † 1483.